# Laoshikan Shuiku
Laoshikan Shuiku är en reservoar i Kina. Den ligger i provinsen Zhejiang, i den östra delen av landet, omkring 75 kilometer väster om provinshuvudstaden Hangzhou. Laoshikan Shuiku ligger 108 meter över havet. Arean är 2,7 kvadratkilometer. I omgivningarna runt Laoshikan Shuiku växer i huvudsak blandskog. Den sträcker sig 3,1 kilometer i nord-sydlig riktning, och 3,9 kilometer i öst-västlig riktning.
Genomsnittlig årsnederbörd är 2 072 millimeter. Den regnigaste månaden är juni, med i genomsnitt 365 mm nederbörd, och den torraste är januari, med 83 mm nederbörd.